# Indian Wells Open 2011 - Qualificazioni singolare femminile
Le qualificazioni del singolare femminile dell'Indian Wells Open 2011 sono state un torneo di tennis preliminare per accedere alla fase finale della manifestazione. Le vincitrici dell'ultimo turno sono entrate di diritto nel tabellone principale. In caso di ritiro di una o più giocatrici aventi diritto, a queste sono subentrate le lucky loser, ossia le giocatrici che hanno perso nell'ultimo turno ma che avevano una classifica più alta rispetto alle altre partecipanti che avevano comunque perso nel turno finale.

## Giocatrici

### Teste di serie
1. Rebecca Marino (qualificata)
2. Monica Niculescu (qualificata)
3. Alizé Cornet (qualificata)
4. Mathilde Johansson (ultimo turno)
5. Evgenija Rodina (primo turno)
6. Chanelle Scheepers (primo turno)
7. Zhang Shuai (qualificata)
8. Lucie Hradecká (qualificata)
9. Laura Pous Tió (qualificata)
10. Ksenija Pervak (ultimo turno)
11. Tamira Paszek (qualificata)
12. Sorana Cîrstea (qualificata)

1. Virginie Razzano (primo turno)
2. Petra Martić (ultimo turno)
3. Andrea Hlaváčková (ultimo turno)
4. Mirjana Lučić (ultimo turno)
5. Patricia Mayr-Achleitner (primo turno)
6. Sandra Záhlavová (primo turno)
7. Kirsten Flipkens (qualificata)
8. Junri Namigata (primo turno)
9. Pauline Parmentier (primo turno)
10. Anne Keothavong (primo turno)
11. Arantxa Rus (primo turno)
12. Vesna Manasieva (ultimo turno)

### Qualificate
1. Rebecca Marino
2. Monica Niculescu
3. Alizé Cornet
4. Kirsten Flipkens
5. Nuria Llagostera Vives
6. Misaki Doi

1. Zhang Shuai
2. Lucie Hradecká
3. Laura Pous Tió
4. Jamie Hampton
5. Tamira Paszek
6. Sorana Cîrstea

## Tabellone qualificazioni

### Legenda
| - Q = Qualificato - WC = Wild card - LL = Lucky loser | - ALT = Alternate - SE = Special Exempt - PR = Protected Ranking | - w/o = Walkover - r = Ritirato - d = Squalificato |

### 1ª sezione
|  | Primo turno | Primo turno      | Primo turno    | Primo turno | Primo turno |  |  | Ultimo turno | Ultimo turno    | Ultimo turno | Ultimo turno | Ultimo turno |  |
|  |             |                  |                |             |             |  |  |              |                 |              |              |              |  |
|  | 1           | Rebecca Marino   | Rebecca Marino | 7           | 7           |  |  |              |                 |              |              |              |  |
|  |             | Tatjana Maria    | Tatjana Maria  | 5           | 5           |  |  | 1            | Rebecca Marino  | 6            | 1            | 6            |  |
|  |             | Petra Cetkovská  | 6              | 1           | 6           |  |  |              | Petra Cetkovská | 3            | 6            | 2            |  |
|  | 13          | Virginie Razzano | 4              | 6           | 1           |  |  |              |                 |              |              |              |  |

### 2ª sezione
|  | Primo turno | Primo turno              | Primo turno              | Primo turno | Primo turno |  |  | Ultimo turno | Ultimo turno     | Ultimo turno     | Ultimo turno | Ultimo turno |  |
|  |             |                          |                          |             |             |  |  |              |                  |                  |              |              |  |
|  | 2           | Monica Niculescu         | Monica Niculescu         | 6           | 6           |  |  |              |                  |                  |              |              |  |
|  |             | Lesja Curenko            | Lesja Curenko            | 2           | 3           |  |  | 2            | Monica Niculescu | Monica Niculescu | 6            | 6            |  |
|  |             | Kathrin Wörle            | Kathrin Wörle            | 7           | 6           |  |  |              | Kathrin Wörle    | Kathrin Wörle    | 1            | 4            |  |
|  | 17          | Patricia Mayr-Achleitner | Patricia Mayr-Achleitner | 5           | 4           |  |  |              |                  |                  |              |              |  |

### 3ª sezione
|  | Primo turno | Primo turno     | Primo turno  | Primo turno | Primo turno |  |  | Ultimo turno | Ultimo turno    | Ultimo turno | Ultimo turno | Ultimo turno |  |
|  |             |                 |              |             |             |  |  |              |                 |              |              |              |  |
|  | 3           | Alizé Cornet    | Alizé Cornet | 6           | 6           |  |  |              |                 |              |              |              |  |
|  |             | Han Xinyun      | Han Xinyun   | 3           | 1           |  |  | 3            | Alizé Cornet    | 6            | 4            | 6            |  |
|  |             | Eva Birnerová   | 4            | 6           | 5           |  |  | 24           | Vesna Manasieva | 3            | 6            | 0            |  |
|  | 24          | Vesna Manasieva | 6            | 4           | 7           |  |  |              |                 |              |              |              |  |

### 4ª sezione
|  | Primo turno | Primo turno        | Primo turno      | Primo turno | Primo turno |  |  | Ultimo turno | Ultimo turno       | Ultimo turno       | Ultimo turno | Ultimo turno |  |
|  |             |                    |                  |             |             |  |  |              |                    |                    |              |              |  |
|  | 4           | Mathilde Johansson | 4                | 7           | 6           |  |  |              |                    |                    |              |              |  |
|  | WC          | Krista Hardebeck   | 6                | 5           | 3           |  |  | 4            | Mathilde Johansson | Mathilde Johansson | 4            | 1            |  |
|  |             | Heather Watson     | Heather Watson   | 2           | 64          |  |  | 19           | Kirsten Flipkens   | Kirsten Flipkens   | 6            | 6            |  |
|  | 19          | Kirsten Flipkens   | Kirsten Flipkens | 6           | 7           |  |  |              |                    |                    |              |              |  |

### 5ª sezione
|  | Primo turno | Primo turno            | Primo turno | Primo turno | Primo turno |  |  | Ultimo turno           | Ultimo turno           | Ultimo turno | Ultimo turno | Ultimo turno |  |
|  |             |                        |             |             |             |  |  |                        |                        |              |              |              |  |
|  | 5           | Evgenija Rodina        | 64          | 6           | 1           |  |  |                        |                        |              |              |              |  |
|  |             | Ol'ga Savčuk           | 7           | 2           | 6           |  |  | Ol'ga Savčuk           | Ol'ga Savčuk           | 2            | 6            | 3            |  |
|  |             | Nuria Llagostera Vives | 2           | 6           | 6           |  |  | Nuria Llagostera Vives | Nuria Llagostera Vives | 6            | 2            | 6            |  |
|  | 18          | Sandra Záhlavová       | 6           | 3           | 4           |  |  |                        |                        |              |              |              |  |

### 6ª sezione
|  | Primo turno | Primo turno        | Primo turno        | Primo turno | Primo turno |  |  | Ultimo turno | Ultimo turno  | Ultimo turno  | Ultimo turno | Ultimo turno |  |
|  |             |                    |                    |             |             |  |  |              |               |               |              |              |  |
|  | 6           | Chanelle Scheepers | Chanelle Scheepers | 5           | 4           |  |  |              |               |               |              |              |  |
|  |             | Misaki Doi         | Misaki Doi         | 7           | 6           |  |  |              | Misaki Doi    | Misaki Doi    | 6            | 6            |  |
|  | WC          | Maria Sanchez      | Maria Sanchez      | 5           | 3           |  |  | 16           | Mirjana Lučić | Mirjana Lučić | 2            | 2            |  |
|  | 16          | Mirjana Lučić      | Mirjana Lučić      | 7           | 6           |  |  |              |               |               |              |              |  |

### 7ª sezione
|  | Primo turno | Primo turno           | Primo turno           | Primo turno | Primo turno |  |  | Ultimo turno | Ultimo turno          | Ultimo turno          | Ultimo turno | Ultimo turno |  |
|  |             |                       |                       |             |             |  |  |              |                       |                       |              |              |  |
|  | 7           | Zhang Shuai           | Zhang Shuai           | 6           | 7           |  |  |              |                       |                       |              |              |  |
|  |             | Sophie Ferguson       | Sophie Ferguson       | 4           | 5           |  |  | 7            | Zhang Shuai           | Zhang Shuai           | 6            | 6            |  |
|  |             | Anastasija Pivovarova | Anastasija Pivovarova | 6           | 6           |  |  |              | Anastasija Pivovarova | Anastasija Pivovarova | 4            | 2            |  |
|  | 21          | Pauline Parmentier    | Pauline Parmentier    | 0           | 4           |  |  |              |                       |                       |              |              |  |

### 8ª sezione
|  | Primo turno | Primo turno         | Primo turno | Primo turno | Primo turno |  |  | Ultimo turno | Ultimo turno   | Ultimo turno   | Ultimo turno | Ultimo turno |  |
|  |             |                     |             |             |             |  |  |              |                |                |              |              |  |
|  | 8           | Lucie Hradecká      | 5           | 6           | 6           |  |  |              |                |                |              |              |  |
|  |             | Nastas'sja Jakimava | 7           | 3           | 4           |  |  | 8            | Lucie Hradecká | Lucie Hradecká | 6            | 6            |  |
|  |             | Aleksandra Wozniak  | 6           | 0           | 1           |  |  | 14           | Petra Martić   | Petra Martić   | 4            | 3            |  |
|  | 14          | Petra Martić        | 3           | 6           | 6           |  |  |              |                |                |              |              |  |

### 9ª sezione
|  | Primo turno | Primo turno    | Primo turno    | Primo turno | Primo turno |  |  | Ultimo turno | Ultimo turno   | Ultimo turno   | Ultimo turno | Ultimo turno |  |
|  |             |                |                |             |             |  |  |              |                |                |              |              |  |
|  | 9           | Laura Pous Tió | 6              | 3           | 4           |  |  |              |                |                |              |              |  |
|  |             | Anna Tatišvili | 3              | 6           | 0r          |  |  | 9            | Laura Pous Tió | Laura Pous Tió | 6            | 7            |  |
|  | WC          | Madison Keys   | Madison Keys   | 6           | 6           |  |  | WC           | Madison Keys   | Madison Keys   | 3            | 62           |  |
|  | 20          | Junri Namigata | Junri Namigata | 4           | 4           |  |  |              |                |                |              |              |  |

### 10ª sezione
|  | Primo turno | Primo turno    | Primo turno | Primo turno | Primo turno |  |  | Ultimo turno | Ultimo turno   | Ultimo turno | Ultimo turno | Ultimo turno |  |
|  |             |                |             |             |             |  |  |              |                |              |              |              |  |
|  | 10          | Ksenija Pervak | 0           | 6           | 6           |  |  |              |                |              |              |              |  |
|  |             | Chan Yung-jan  | 6           | 1           | 4           |  |  | 10           | Ksenija Pervak | 4            | 0            | r            |  |
|  |             | Jamie Hampton  | 3           | 7           | 6           |  |  |              | Jamie Hampton  | 6            | 3            |              |  |
|  | 23          | Arantxa Rus    | 6           | 65          | 2           |  |  |              |                |              |              |              |  |

### 11ª sezione
|  | Primo turno | Primo turno       | Primo turno       | Primo turno | Primo turno |  |  | Ultimo turno | Ultimo turno      | Ultimo turno | Ultimo turno | Ultimo turno |  |
|  |             |                   |                   |             |             |  |  |              |                   |              |              |              |  |
|  | 11          | Tamira Paszek     | Tamira Paszek     | 6           | 6           |  |  |              |                   |              |              |              |  |
|  | WC          | Madison Brengle   | Madison Brengle   | 0           | 1           |  |  | 11           | Tamira Paszek     | 2            | 6            | 6            |  |
|  |             | Irina Falconi     | Irina Falconi     | 2           | 1           |  |  | 15           | Andrea Hlaváčková | 6            | 1            | 2            |  |
|  | 15          | Andrea Hlaváčková | Andrea Hlaváčková | 6           | 6           |  |  |              |                   |              |              |              |  |

### 12ª sezione
|  | Primo turno | Primo turno     | Primo turno     | Primo turno | Primo turno |  |  | Ultimo turno | Ultimo turno   | Ultimo turno | Ultimo turno | Ultimo turno |  |
|  |             |                 |                 |             |             |  |  |              |                |              |              |              |  |
|  | 12          | Sorana Cîrstea  | 4               | 7           | 6           |  |  |              |                |              |              |              |  |
|  | WC          | Sabine Lisicki  | 6               | 62          | 2           |  |  | 12           | Sorana Cîrstea | 3            | 6            | 6            |  |
|  | WC          | Mónica Puig     | Mónica Puig     | 6           | 6           |  |  | WC           | Mónica Puig    | 6            | 4            | 1            |  |
|  | 22          | Anne Keothavong | Anne Keothavong | 4           | 1           |  |  |              |                |              |              |              |  |